# 中午

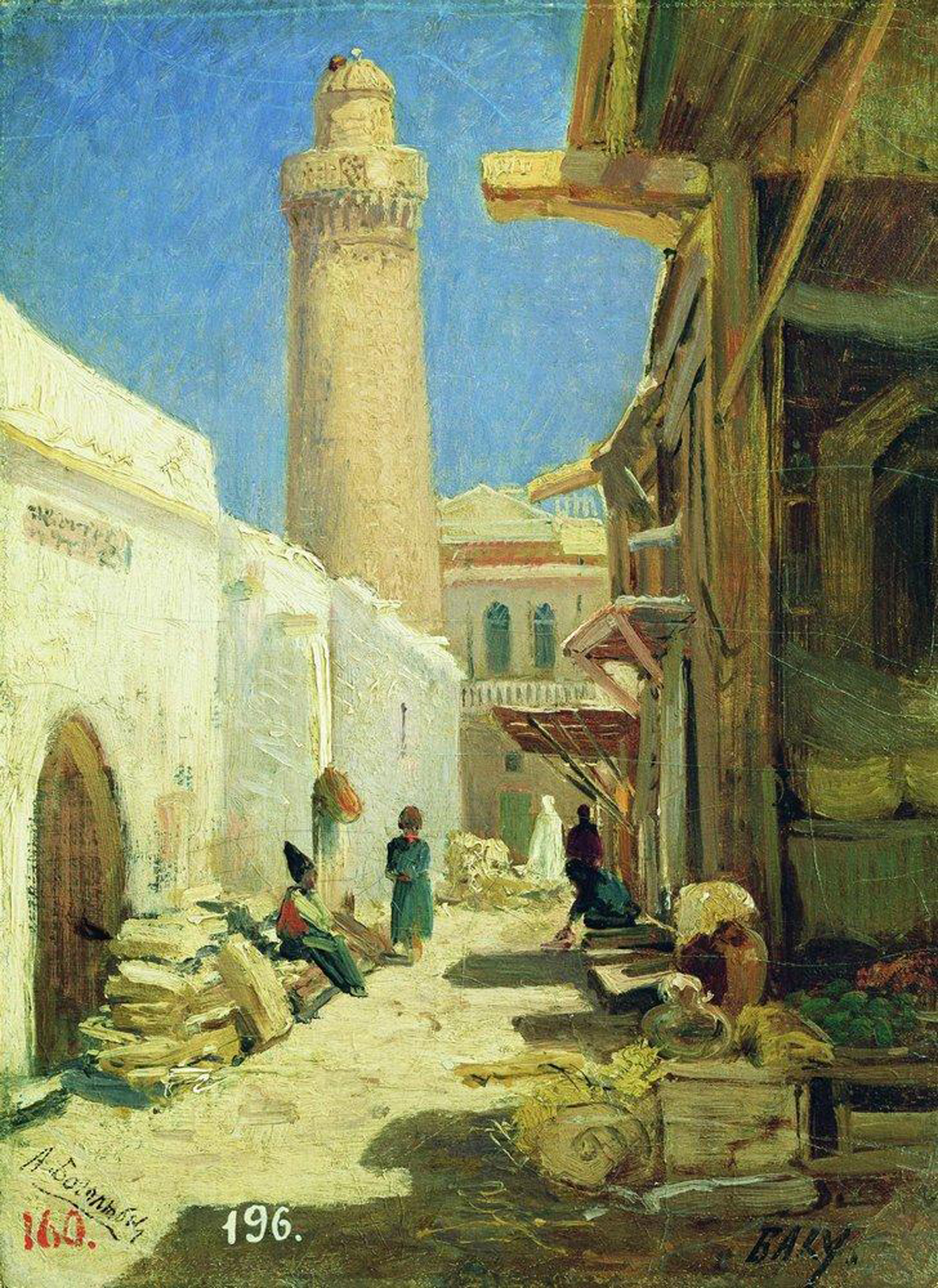
阿列克謝·博戈柳波夫的《正午的巴庫街》（1861年），展示了巴庫都市垂直落下的陰影。

中午是白天12點左右的時間。英文中寫成12 noon、12：00 m. （m.代表 正午，字面意思是中午12點））、12p.m.（代表正午，字面意思是「中午之後」）或12：00（使用 24 小時制）或1200（軍用時間）。
正午是太陽經過子午圈的時刻。這是太陽在視太陽時中午12點到達其在天空中的視最高點，可以使用日晷進行觀測。日上中天的當地或時鐘時間取決於日期、經度和時區，夏令時將使日上中天時間近於下午1:00。

## 詞源
中國古代分为一日為十二時辰，午時即為現代二十四小時制的11:00至13:00或十二小時制的上午11時至下午1時。

### 英文
「noon」一詞源自拉丁語「nona hora」，即一天中的第九個日課，指的是西方基督教禮儀術語九時經，是傳統基督教教派中的七個固定祈禱時間之一。羅馬和西歐中世紀的修道院日從現代計時的 6：00（06：00） 開始，所以在分點時，第九個小時是現在的 3：00p.m.（15：00）。在英語中，這個詞的意思變成了「中午」，時間逐漸移回當地時間12：00 – 也就是說，沒有考慮到時區的現代發明。這種變化始於12世紀，到14世紀得到解決。

## 正午
正午，也稱為當地視太陽正午和太陽中天時（非正式的稱為high noon），是太陽與觀察者的子午線（頂點或過子午線）接觸的，是當天太陽到達地平線上方的最高位置並投下最短陰影的時刻。這也是術語「前子午線」（ante meridiem，a.m.，上午）和「後子午線」（post meridiem，p.m.，下午）的起源，如下所述。正午的太陽，在分點時，位於赤道正上方；在六月至日位於北回歸線（緯度 Template:緯度圈 N），和十二月至日位於南回歸線（Template:緯度圈 S）。在北回歸線以北的北半球，太陽在正午時位於觀測者的正南；在南半球，南回歸線以南，它是在正北。
從一天的當地太陽正午到第二天的太陽正午，在任何給定的一年中，所經過的時間正好是24小時的只有四個實例。當地球的黃道傾角和它繞太陽的軌道速度相互抵消時，就會發生這種情況。當前曆元的這四天分別聚焦在2月11日、5月13日、7月26日和11月3日。在每種情況下，它只發生在一條特定的經度線上。但因為地球的真實年不是整數天數，因此這條線每年都在。 由於地球軌道受到行星的引力擾動，該事件的時間和地點也有所不同。這四個24小時天同時發生在兩個半球。這四天的精確 UTC 時間也標誌著相反的經度線（180°）從當地午夜到第二天當地午夜正好經歷24小時。因此，四個不同的大圓經度每年定義24小時一天（中午到中午或午夜到午夜）發生的時間。
從中午到中午的兩個最長的時間跨度每年發生兩次，分別是6月20日（24小時加13秒）和12月21日（24小時加30秒）。
最短的時間跨度每年發生兩次，分別是3月25日（24小時減18秒）和9月13日（24小時減22秒）。
出於同樣的原因，太陽正午和「時鐘正午」通常不相同。均時差顯示，太陽正午時鐘的讀數將比12：00高或低16分鐘。此外，由於時區的政治性質，以及夏令時的應用，它可能會偏離一個多小時。

## 英文命名法
在美國，中午通常用12 p.m.表示，午夜用12 a.m.表示。然而有些人認為這種用法是「不恰當的」。根據拉丁語的含義（a.m.代表「ante meridiem」，p.m.代表「post meridiem」，分別表示「中午之前」和「中午之後」），數字時鐘無法顯示其它任何內容，而必須做出武斷的決定。早期的標準是將中午表示為「12M」或「12m」（表示「子午線」），這在「美國GPO政府短語手冊」中有所規定，但陷入了相對默默無聞的境地；當前版本的 GPO 沒有提到它。但是，由於缺乏國際標準，使用「12 a.m.」和「12 p.m.」可能會造成混淆。表示這些時間的常見替代方法是： 
- 使用24小時的時鐘（00:00和12:00，24:00；但是沒有24:01）。
- 使用「中午12點」或「午夜12點」（「午夜12」在具體日期方面可能仍然存在歧義）
- 將午夜指定為連續兩天或日期之間的午夜（如「週六/週日午夜」或「12月14日/15日午夜」）
- 避免使用這些特定時間，而是使用「晚上11：59」或「凌晨12：01」。（這在旅遊業中很常見，以避免混淆乘客的時程表，尤其是火車和飛機時刻表。)

## 註解
1. ↑  The 29th edition of the U.S. GPO Government Printing Office Style Manual (2000) section 12.9

## 外部連結
- 维基共享资源上的相關多媒體資源：Noon
- Generate a solar noon calendar for your location （页面存档备份，存于）
- U.S. Government Printing Office Style Manual (2008), 30th edition
- Shows the hour and angle of sunrise, noon, and sunset drawn over a map. （页面存档备份，存于）
- Real Sun Time  （页面存档备份，存于） - gives you an exact unique time to the sun, with yours GPS coordinates position.